# James Franco
James Edward Franco (ur. 19 kwietnia 1978 w Palo Alto) – amerykański aktor filmowy i telewizyjny, także producent filmowy, reżyser i scenarzysta. Hobbystycznie zajmuje się malowaniem obrazów.
8 marca 2013 otrzymał własną gwiazdę w Alei Gwiazd w Los Angeles znajdującą się przy 6838 Hollywood Boulevard.

## Życiorys

### Wczesne lata
Urodził się w Palo Alto w Kalifornii jako syn Betsy Lou (z domu Verne), pisarki, i Douglasa Eugene’a Franco, który prowadził firmę w Dolinie Krzemowej. Jego matka była pochodzenia żydowskiego (Żydzi aszkenazyjscy), a ojciec miał korzenie portugalsko-szwedzkie. Jego babka ze strony ojca, Marjorie (z domu Peterson), była autorką książek dla dzieci. Jego babka ze strony matki, Marcella Ruth „Mitzie” (z domu Levine), była właścicielką znanej galerii sztuki Verne w Cleveland w Ohio i była aktywną członkinią National Council of Jewish Women.
Dorastał w Kalifornii wraz z dwójką młodszych braci – Thomasem „Tomem” Andrew (ur. 14 kwietnia 1980) i Dave’em Johnem (ur. 12 czerwca 1985). W 1996 ukończył szkołę średnią Palo Alto High School w Palo Alto w Kalifornii. Intensywnie studiował aktorstwo u Roberta Carnegiego, Jeffa Goldbluma i Tony’ego Savanta. Studiował język angielski na Uniwersytecie Kalifornijskim (UCLA) w Los Angeles.
Pobierał lekcje aktorstwa pod kierunkiem Roberta Carnegie w Playhouse West. Ukończył też Columbia University`s MFA Writing Program w Nowym Jorku. W wieku dziewiętnastu lat pracował na nocnej zmianie w sieci restauracji McDonald’s.
Uczęszczał do Warren Wilson College i prywatnej szkoły malarskiej University`s Tisch School of the Arts, a jego prace były wystawiane w galeriach w Los Angeles, obrazy przedstawiające Złe postacie z kreskówek kupili między innymi Tom DeLonge i Sharon Stone.

### Kariera

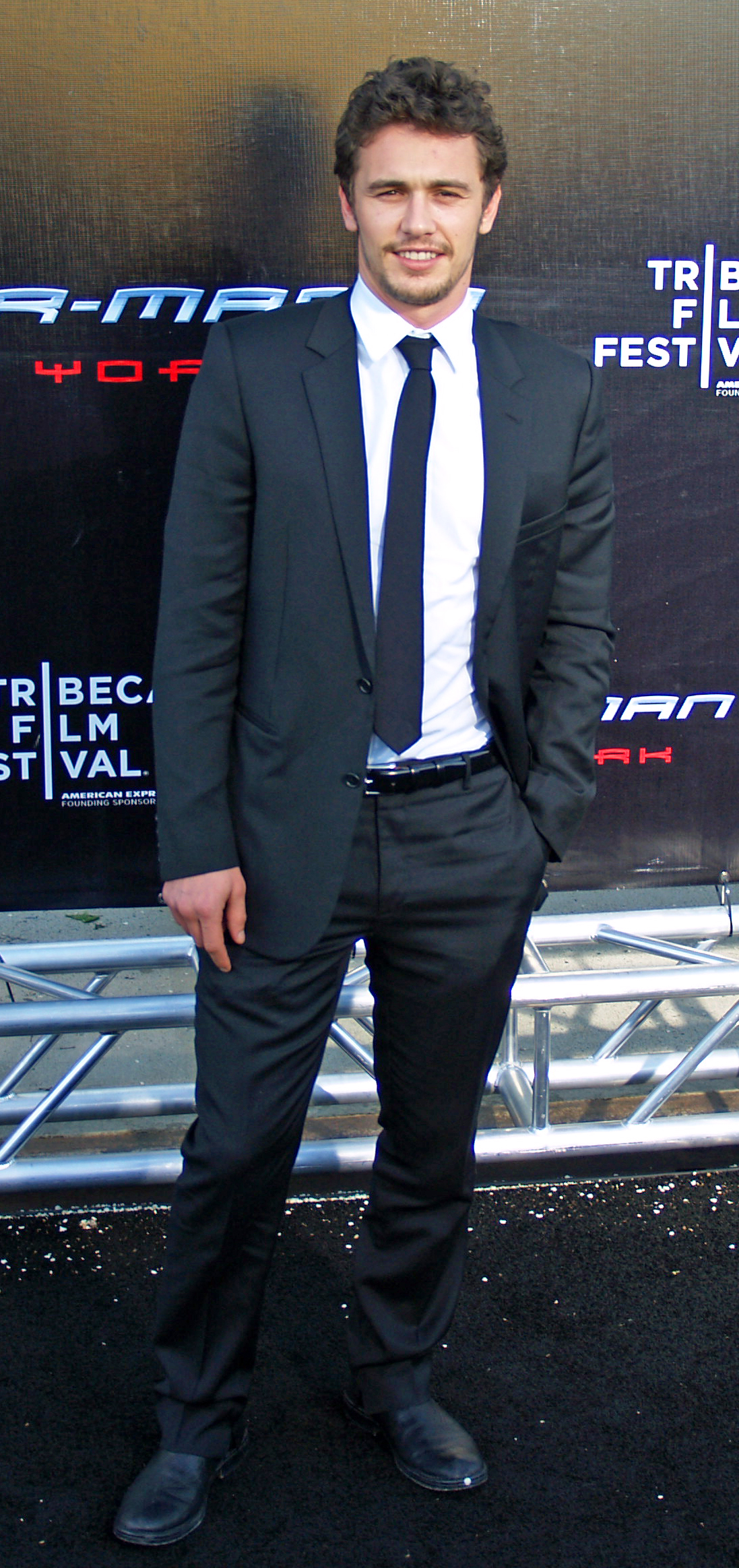
James Franco (2007)

W 1997 po raz pierwszy trafił na mały ekran jako Brian w jednym z odcinków serialu USA Network Niebieski Pacyfik (Pacific Blue) – pt. „Problemy sercowe” (Matters of the Heart) z Rickiem Rossovichem. Następnie wystąpił jako Greg w krótkometrażowej komedii telewizyjnej Warner Bros. Television 1973 (1998) u boku Bena Fostera oraz dwóch produkcjach NBC: serialu Portret zabójcy (Profiler, 1999) i miniserialu kryminalnym Policyjna odznaka (To Serve and Protect, 1999) jako Matt Carr z udziałem Joanny Cassidy i Johna Corbetta. Zadebiutował na kinowym ekranie w melodramacie Ten pierwszy raz (Never Been Kissed, 1999) z Drew Barrymore i Davidem Arquette. Popularność zdobył rolą nihilistycznego Daniela Desario w serialu młodzieżowym NBC Luzaki i kujony (Freaks and Geeks, 1999–2000).
W dramacie telewizyjnym VH1 Sukces za wszelką cenę (At any Cost, 2000) z Eddiem Millsem, Glennem Quinnem i muzykiem hardrockowego zespołu Kiss – Gene’em Simmonsem zagrał postać Mike’a, uzależnionego od narkotyków muzyka. Rola popularnego sportowca Chrisa Campbella w komedii Wszystkie chwyty dozwolone (Whatever It Takes, 2000) przyniosła mu nominację do Teen Choice Awards. Sukcesem stała się telewizyjna kreacja Jamesa Deana, legendy światowego kina oraz ikony nonkonformistycznej postawy życiowej w biograficznym dramacie telewizyjnym TNT James Dean – buntownik? (James Dean, 2001), za którą został uhonorowany nagrodą Złotego Globu i Critics Choice Award oraz był nominowany do nagrody Emmy i Screen Actors Guild.
Zwrócił na siebie uwagę rolą Joeya LaMarcy, głównego podejrzanego w tej sprawie morderstwa, którego śledztwo prowadzi jego ojciec (Robert De Niro) w dreszczowcu Dochodzenie (The City by the Sea, 2002). Sławę przyniosła mu postać Harry’ego Osborna, najlepszego przyjaciela głównego bohatera Petera Parkera (Tobey Maguire) w filmie fantastycznonaukowym Sama Raimi Spider-Man (2002) i dwóch sequelach – Spider-Man 2 (2004) i Spider-Man 3 (2007), za którą był nominowany do nagrody Saturna w kategorii najlepszy aktor drugoplanowy i MTV Movie Award w kategorii najlepsza walka z Tobeyem Maguire’em. W 2005 zadebiutował jako reżyser i scenarzysta komedii Gorączka złota (Fool’s Gold). W melodramacie Kevina Reynoldsa Tristan i Izolda (Tristan + Isolde, 2006) wcielił się w postać Tristana. Za rolę Scotta Smitha, kochanka Harveya Milka (Sean Penn) w dramacie biograficznym Gusa Van Santa Obywatel Milk (Milk, 2008) zdobył nominację do Nagrody Stelity jako najlepszy aktor drugoplanowy.

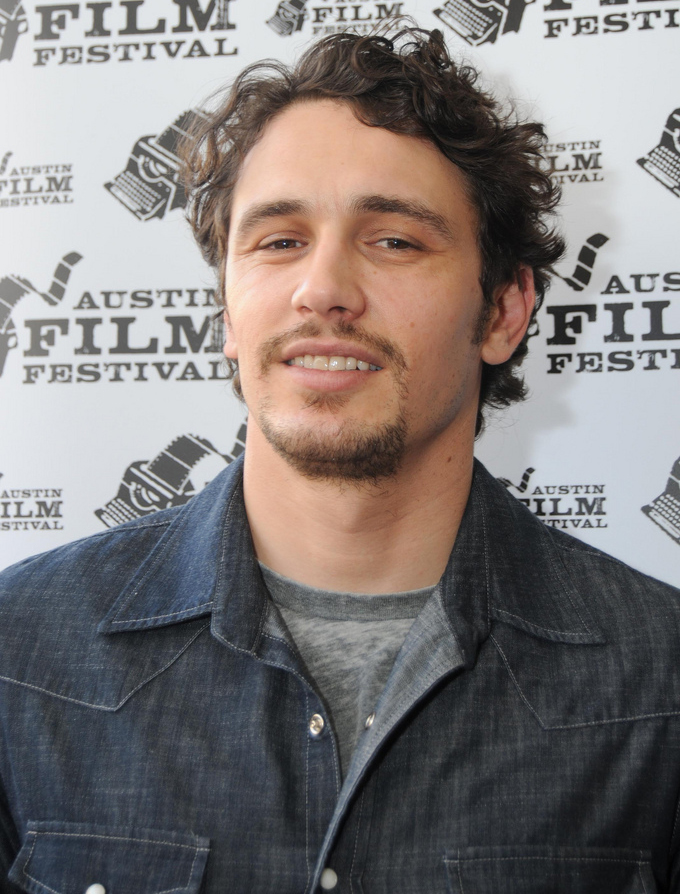
James Franco (2011)

Był na okładkach magazynów takich jak „Vogue Hommes International” (w grudniu 2007, w marcu 2011), „Interview” (w październiku 2008), „Attitude” (w marcu 2009, w kwietniu 2013), „Esquire” (we wrześniu 2010, w lipcu 2014, w styczniu 2015), „GQ” (w grudniu 2010, w marcu 2011, w listopadzie 2013, w grudniu 2016, we wrześniu 2017), „Details” (w marcu 2013), „Têtu” (w listopadzie 2013) i „Rolling Stone” (w kwietniu 2016).
Za kreację alpinisty Arona Ralstona, który został uwięziony przez głaz w Canyonlands (Utah), na okres ponad pięciu dni w dramacie biograficznym Danny’ego Boyle’a 127 godzin (127 Hours, 2010) zdobył nominację do Oscara w kategorii najlepszy aktor pierwszoplanowy, Złotego Globu w kategorii najlepszy aktor w filmie dramatycznym i nagrody BAFTA w kategorii najlepszy aktor pierwszoplanowy. Jego dramat biograficzny Sal (2011), gdzie pojawił się jako reżyser Milton Katselas, był nominowany na 68. Festiwalu Filmowym w Wenecji w ramach sekcji „Horyzonty”. Za reżyserię dramatu kryminalnego Dziecię boże (Child of God, 2013) zdobył nominację do Złotego Lwa na 70. Festiwalu Filmowym w Wenecji. Od 16 kwietnia do 27 lipca 2014 na Broadwayu grał George’a w Johna Steinbecka Myszy i ludzie. W 2014 został uhonorowany nagrodą Jaeger-LeCoultre Glory to the Filmmmaker na 71. Festiwalu Filmowym w Wenecji. W dramacie opartym na faktach Kim jest Michael (I Am Michael, 2015) zagrał postać Michaela Glatze’a, zadeklarowanego homoseksualisty i aktywisty LGBT, który przechodzi duchową przemianę i staje się chrześcijańskim pastorem, wiążąc się z kobietą. W dramacie kryminalnym King Cobra (2016) wystąpił jako gejowska eskorta Joseph „Joe” Kerekes. Wygrał casting na główną rolę Jake’a Eppinga w miniserialu 22.11.63 (2016), bazującym na powieści Stephena Kinga Dallas ’63. Za reżyserię dramatu W niepewnym boju (In Dubious Battle, 2016) odebrał nagrodę Fondazione Mimmo Rotella na 73. Festiwalu Filmowym w Wenecji. Jego komediodramat Zeroville (2019), gdzie wystąpił w roli byłego ekskomunikowanego kleryka, Ike’a „Vikara” Jeromego, który przybywa do Los Angeles tego samego sierpniowego dnia 1969, kiedy szalona „rodzina” hipisów prowadzona przez Charlesa Mansona popełnia pięć brutalnych morderstw, zdobył trzy nominacje do Złotej Maliny (najgorszy aktor James Franco, najgorszy aktor drugoplanowy Seth Rogen i najgorszy reżyser James Franco).
7 stycznia 2018 z przypinką na piersi „Time’s up” (Czas się skończył), w obronie kobiet-ofiar molestowania seksualnego, po raz drugi w karierze odebrał Złoty Glob za rolę Tommy’ego Wiseau we własnym filmie biograficznym The Disaster Artist (Artysta do bólu, 2017), a po gali na Twitterze pojawiły się głosy rzekomo przez niego molestowanych, w tym Ally Sheedy i Sarah Tither-Kaplan.

## Filmografia

### Aktor
- 1999–2000: Luzaki i kujony (Freaks and Geeks) jako Daniel Desario
- 1999: Policyjna odznaka (To Serve and Protect) jako Matt Carr
- 1999: Ten pierwszy raz (Never Been Kissed) jako Jason Way
- 2000: Sukces za wszelką cenę (At any Cost) jako Mike
- 2000: If Tomorrow Comes jako Devin
- 2000: Wszystkie chwyty dozwolone (Whatever It Takes) jako Chris
- 2001: James Dean – buntownik? (James Dean) – James Dean (narrator)
- 2002: Mother Ghost jako skateboardzista
- 2002: You Always Stalk the Ones You Love
- 2002: Blind Spot jako Danny
- 2002: Sonny jako Sonny
- 2002: Dochodzenie (City by the Sea) jako Joey
- 2002: Gang braci (Deuces Wild) jako Tino
- 2002: Spider-Man jako Harry Osborn
- 2003: The Company jako Josh
- 2003: The Car Kid
- 2003: Mean People Suck jako Casey
- 2004: Spider-Man 2 jako Harry Osborn
- 2005: VI Batalion (The Great Raid) jako kapitan Prince
- 2005: Nie wszystko złoto, co się świeci jako Brent
- 2005: The Ape jako Harry Walker
- 2006: Tristan i Izolda (Tristan & Isolde) jako Tristan
- 2006: Annapolis jako Jake Huard
- 2006: Siedem żyć (The Dead Girl) jako Derek
- 2006: Flyboys – bohaterska eskadra jako Blaine Rawlings
- 2007: Zakochana na zabój (Camille) jako Silas Parker
- 2007: Spider-Man 3 jako Harry Osborn/New Goblin
- 2007: Amerykańska zbrodnia (An American Crime) – Dennis Lee Wright
- 2008: Boski chillout (Pineapple Express) jako Saul Silver
- 2008: Obywatel Milk (Milk) jako Scott Smith
- 2008: Noce w Rodanthe (Nights in Rodanthe) jako Mark Flanner
- 2010: Skowyt (Howl) jako Allen Ginsberg
- 2010: 127 godzin jako Aron Ralston
- 2010: Jedz, módl się, kochaj (Eat, pray, love) jako David
- 2011: Wasza wysokość (Your Highness) jako Fabious
- 2011: The Green Hornet 3D jako Danny Crystal Cleer
- 2011: Geneza planety małp (Rise of the Planet of the Apes) - Will Rodman
- 2012: Spring Breakers jako Alien
- 2013: Królowa XXX jako Hugh Hefner
- 2013: W obronie własnej jako Morgan „Gator” Bodine
- 2013: Oz: Wielki i potężny jako Czarnoksiężnik z Oz
- 2013: Kiedy umieram (As I Lay Dying) jako Darl Bundren
- 2014: Wywiad ze Słońcem Narodu (The Interview) jako David Skylark
- 2015: Kim jest Michael (I Am Michael) jako Michael
- 2016: 22.11.63 jako Jake Epping (miniserial)
- 2016: Ofiara jako Mitch
- 2016: King Cobra jako Joe
- 2016: Burn Country jako Lindsay
- 2016: W niepewnym boju jako Mac
- 2016: Dlaczego on? jako Laird Mayhew
- 2017: The Institute jako dr Cairn
- 2017: Nie wracaj z księżyca jako Roman Smalley
- 2017: Blood Heist jako Simon
- 2017: Sejf jako Ed Maas
- 2017: The Disaster Artist jako Tommy / 'Johnny'
- 2018: Kin. Zabójcza broń jako Taylor Balik

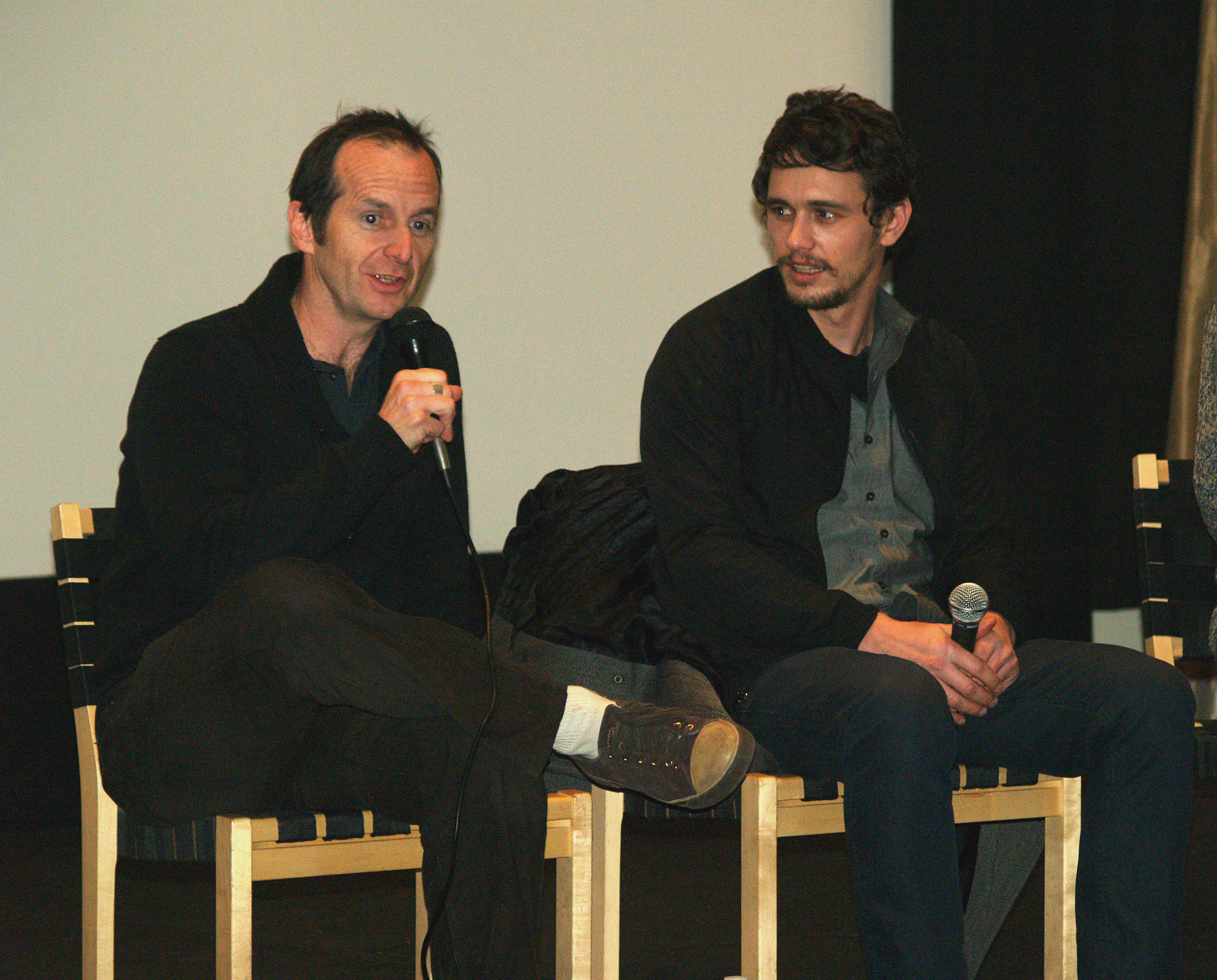
Franco i Denis O’Hare dyskutują na temat filmu Obywatel Milk.

- 2019: Zeroville jako Vikar

### Scenarzysta
- 2005: The Ape
- 2005: Nie wszystko złoto, co się świeci

### Reżyser
- 2005: The Ape
- 2005: Nie wszystko złoto, co się świeci
- 2009: Untitled, segment filmu 42 One Dream Rush
- 2013: Kiedy umieram (As I Lay Dying)
- 2017: The Disaster Artist (The Disaster Artist)
- 2018: Martwy świat

### Producent wykonawczy
- 2005: The Ape

## Nagrody i nominacje
| Rok  | Nagroda                                                      | Kategoria                                             | Tytuł                          | Rezultat  |
| ---- | ------------------------------------------------------------ | ----------------------------------------------------- | ------------------------------ | --------- |
| 2001 | Emmy (Amerykańska Akademia Telewizyjna)                      | Najlepszy aktor w miniserialu lub filmie telewizyjnym | James Dean – buntownik? (2000) | Nominacja |
| 2001 | Złoty Glob (Hollywoodzkie Stowarzyszenie Prasy Zagranicznej) | Najlepszy aktor w miniserialu lub filmie telewizyjnym | James Dean – buntownik? (2000) | Wygrana   |
| 2002 | Nagroda Gildii Aktorów Ekranowych (Gildia Aktorów Filmowych) | Najlepszy aktor w filmie telewizyjnym lub miniserialu | James Dean – buntownik? (2000) | Nominacja |
| 2008 | Saturn (Akademia Science Fiction, Fantasy i Horroru)         | Najlepszy aktor drugoplanowy                          | Spider-Man 3 (2007)            | Nominacja |
| 2008 | MTV Movie Award – Złoty Popcorn                              | Najlepsza scena walki                                 | Spider-Man 3 (2007)            | Nominacja |
| 2008 | Satelita (Międzynarodowa Akademia Prasy)                     | Najlepszy aktor drugoplanowy                          | Obywatel Milk (2007)           | Nominacja |
| 2009 | Nagroda Gildii Aktorów Ekranowych (Screen Actors Guild)      | Najlepszy filmowy zespół aktorski                     | Obywatel Milk (2007)           | Nominacja |
| 2009 | Independent Spirit Awards (Film Independent)                 | Najlepszy aktor drugoplanowy                          | Obywatel Milk (2007)           | Wygrana   |
| 2009 | Złoty Popcorn (MTV Movie Award)                              | Najlepszy pocałunek                                   | Obywatel Milk (2007)           | Wygrana   |
| 2009 | Złoty Popcorn (MTV Movie Award)                              | Najlepsza scena walki                                 | Boski chillout (2008)          | Wygrana   |
| 2009 | Złoty Popcorn (MTV Movie Award)                              | Najlepsza rola komediowa                              | Boski chillout (2008)          | Nominacja |
| 2009 | Złoty Glob (Hollywoodzkie Stowarzyszenie Prasy Zagranicznej) | Najlepszy aktor w komedii lub musicalu                | Boski chillout (2008)          | Nominacja |
| 2011 | Złoty Glob (Hollywoodzkie Stowarzyszenie Prasy Zagranicznej) | Najlepszy aktor w filmie dramatycznym                 | 127 godzin (2010)              | Nominacja |
| 2011 | Oscar (Amerykańska Akademia Sztuki i Wiedzy Filmowej)        | Najlepszy aktor w filmie dramatycznym                 | 127 godzin (2010)              | Nominacja |
| 2011 | BAFTA (Brytyjska Akademia Sztuk Filmowych i Telewizyjnych)   | Najlepszy aktor pierwszoplanowy                       | 127 godzin (2010)              | Nominacja |
| 2011 | Nagroda Gildii Aktorów Ekranowych (Screen Actors Guild)      | Najlepszy aktor pierwszoplanowy                       | 127 godzin (2010)              | Nominacja |
| 2011 | Independent Spirit Awards (Film Independent)                 | Najlepsza główna rola męska                           | 127 godzin (2010)              | Nominacja |
| 2011 | Satelita (Międzynarodowa Akademia Prasy)                     | Najlepszy aktor w filmie dramatycznym                 | 127 godzin (2010)              | Nominacja |
| 2014 | Złoty Popcorn (MTV Movie Award)                              | Najlepszy pocałunek                                   | Spring Breakers (2013)         | Wygrana   |
| 2018 | Złoty Glob (Hollywoodzkie Stowarzyszenie Prasy Zagranicznej) | Najlepszy aktor w filmie dramatycznym                 | The Disaster Artist (2017)     | Wygrana   |